# کلاته نظرعلی
کلاته نظرعلی روستایی در دهستان جیرستان بخش سرحد شهرستان شیروان استان خراسان شمالی ایران است.

## جمعیت
بر پایه سرشماری عمومی نفوس و مسکن در سال ۱۳۹۵ جمعیت این مکان ۴۷۷ نفر (۱۴۲خانوار) بوده‌است.